# Systolederus ridleyi
Systolederus ridleyi är en insektsart som beskrevs av Hancock, J.L. 1909. Systolederus ridleyi ingår i släktet Systolederus och familjen torngräshoppor. Inga underarter finns listade i Catalogue of Life.